# Unione di Užhorod
L'Unione di Užhorod (o, con riferimento al nome ungherese della località, Unione di Ungvár) fu la decisione, intervenuta nel 1646, di 63 preti della chiesa di rito bizantino della Rutenia subcarpatica, allora facente parte del Regno d'Ungheria, di congiungersi con la Chiesa cattolica. È il corrispondente nel Regno d'Ungheria dell'Unione di Brest del 1596 che aveva interessato i popoli ucraini e bielorussi sotto il dominio della Confederazione polacco-lituana. L'Unione ha dato origine alla Chiesa greco-cattolica rutena.

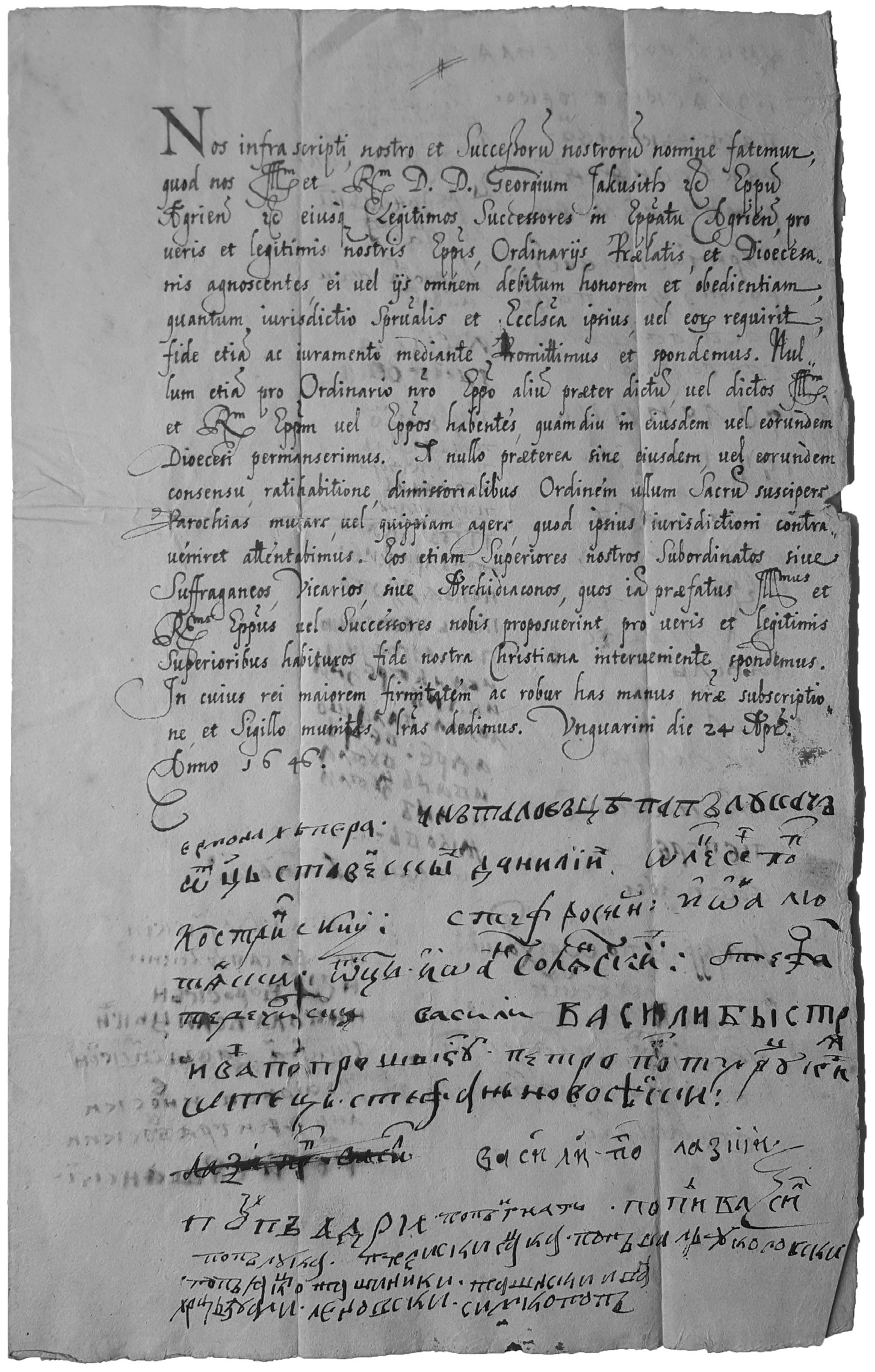
Il testo dell'Unione di Užhorod

## Storia
L'Unione fu conclusa il 24 aprile 1646 nel castello di Užhorod alla presenza del vescovo cattolico di Eger Giorgio Jakusics, e fu il risultato dell'opera del monaco basiliano Pietro Parfenii.
Il patto prevedeva le seguenti clausole:
- Conservazione del rito orientale
- Diritto di scegliere un vescovo, approvato dalla Santa Sede
- La garanzia dei privilegi del clero cattolico

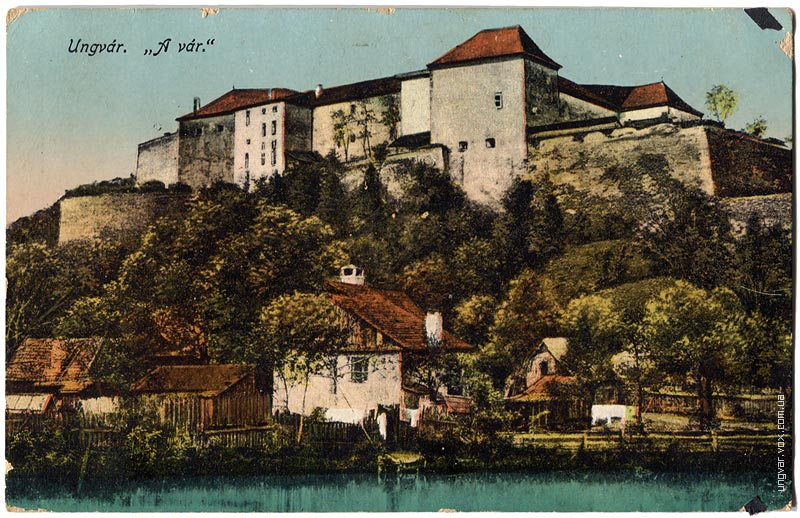
Il castello di Užhorod dove venne firmata l'Unione

Non sono state reperite negli archivi ecclesiastici o civili copie autentiche dell'atto di Unione. Essa fu comunque confermata dalla Chiesa rutena nel Sinodo di Tyrnov del 1648, ma non fu inizialmente ratificata dalla Santa Sede, perché Parfenii aveva nel frattempo (1651) accettato la consacrazione a vescovo da parte del metropolita ortodosso di Alba Iulia. La prima attestazione documentale dell'Unione si ritrova in una petizione datata 16 gennaio 1652, con la quale sei arcidecani si rivolgevano al Papa per ottenere la conferma di Pietro Parfenii come vescovo di Mukačevo. La ratifica papale arrivò nel 1655 quando il Parfenii venne riconosciuto come vescovo cattolico. Dopo un primo allargamento dei propri confini nel 1721, la diocesi fu elevata ad eparchia nel 1771 e si estese a comprendere l'intera Rutenia subcarpatica.
(Unione di Užhorod)
Nel 1996 la Santa Sede celebrò solennemente il 350 anniversario dell'unione con una lettera apostolica